# Uroctea multiprocessa
Espèce
Uroctea multiprocessa est une espèce d'araignées aranéomorphes de la famille des Oecobiidae.

## Distribution
Cette espèce est endémique du Sichuan en Chine,. Elle se rencontre dans le xian de Batang.

## Description
Le mâle holotype mesure 7,03 mm.

## Publication originale
- Yang, Yang, Zhao & Zhang, 2019 : Review of the tent-web spider genus Uroctea Dufour, 1820 in China, with descriptions of two new species (Araneae: Oecobiidae). Zootaxa, no 4679(1), p. 126-138.